# Tengellidae
Tengellidae Dahl, 1908 è un'ex-famiglia di ragni appartenente all'ordine Araneae. Nel 2015 è confluita nella famiglia Zoropsidae a seguito di uno studio degli aracnologi Polotow, Carmichael e Griswold.

## Caratteristiche
Hanno otto occhi come la maggior parte dei ragni. I caratteri che definiscono la famiglia sono molto specifici, tanto che, anche se dal 1978 sono considerati a sé stante, alcuni autori li considerano ancora parte delle famiglie Zorocratidae, Clubionidae o Miturgidae per varie affinità. Secondo l'aracnologo Griswold la famiglia è polifiletica.

## Comportamento
Dal punto di vista etologico, alcune specie sembrano un incrocio fra i ragni-granchio (Thomisidae) e i ragni-sacciformi (Clubionidae), evidenza riscontrabile soprattutto nel genere Lauricius.

## Distribuzione

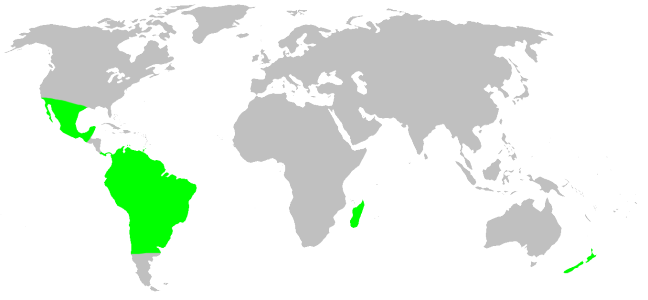
Tengellidae, distribuzione

La famiglia è pressoché esclusiva dell'America meridionale, Stati Uniti meridionali e America centrale con solo due generi monotipici: Calamistrula del Madagascar e Wiltona della Nuova Zelanda.

## Tassonomia
I generi in precedenza attribuiti a questa famiglia sono confluiti nella famiglia Zoropsidae:

### Generi trasferiti, sinonimi, inglobati, non più in uso
- Anachemmis Chamberlin, 1919 - USA, Messico[2]
- Austrotengella Raven, 2012[2] - Queensland, Nuovo Galles del Sud (Australia)
- Calamistrula Dahl, 1901[3].
- Ciniflella Mello-Leitão, 1888 [2] - USA, Messico
- Haurokoa Forster & Wilton, 1973[4].
- Lauricius Simon, 1888 [2] - USA, Messico
- Liocranoides Keyserling, 1881 [2] - USA
- Socalchemmis Platnick & Ubick, 2001 [2]- USA, Messico
- Tengella Dahl, 1901 [2] - America meridionale, Costa Rica, Messico
- Titiotus Simon, 1897 [2] - Brasile, USA
- Wiltona Koçak & Kemal, 2008[2] - Nuova Zelanda